# Tống Mẫn công (Tiệp)
Tống Mẫn công (chữ Hán: 宋閔公; ?-682 TCN; trị vì: 691 TCN-682 TCN), tên thật là Tử Tiệp (子捷), là vị vua thứ 17 của nước Tống – chư hầu nhà Chu trong lịch sử Trung Quốc.
Tử Tiệp là con của Tống Trang công – vua thứ 16 nước Tống. Năm 692 TCN, Trang công qua đời, Tử Tiệp lên làm vua, tức Tống Mẫn công.

## Chiến tranh với nước Lỗ
Thời Tống Mẫn công, nước Tống và nước Lỗ hay xảy ra xung đột. Năm 685 TCN, sau khi đánh bại quân Tề ở Trường Thược, Lỗ Trang công đem quân quấy nhiễu nước Tống.
Tống Mẫn công bắt hiếp nước Túc nhỏ bé, bắt vua Túc thiên đô về gần mình làm nước phụ dung.
Tháng 6 năm 684 TCN, Tống Mẫn công cùng Tề Hoàn công đều có thù với nước Lỗ, bèn hội binh đánh Lỗ. Hai nước hội ở đất Lang. Lỗ Trang công nghe theo công tử Yển, bất ngờ từ Vũ Môn đi ra, ngựa trùm da hổ tiến lên đánh vào đạo quân Tống ở Thừa Khâu trước. Quân Tống tan vỡ, quân Tề bèn rút lui. Tướng Lỗ là Thuyên Tôn Sinh bắt được tướng Tống là Nam Cung Trường Vạn.
Năm 683 TCN, Tống Mẫn công đem quân đánh Lỗ trả thù, hai bên giao chiến ở Ư Ấp gần Khúc Phụ kinh đô nước Lỗ, quân Lỗ đánh bại quân Tống.
Năm 683 TCN, nước Tống gặp lũ lụt. Lỗ Trang công sai sứ là Tang Văn Trọng đến giúp trị thủy. Tống Mẫn công tạ tội rằng mình không biết tu chính, phụng sự quỷ thần nên mới gây họa.

## Bị giết
Năm 682 TCN, Tống Mẫn công sai sứ đến giảng hòa với nước Lỗ. Lỗ Trang công thả Nam Cung Trường Vạn về nước.
Tống Mẫn công thấy Nam Cung Trường Vạn là tù binh từ Lỗ trở về, tỏ ý coi thường, dù vẫn cho làm Đại phu. Trong lúc đánh cờ với Tống Mẫn công, Trường Vạn ca ngợi vua Lỗ là người hiền khiến Tống Mẫn công tức giận mắng lại Vạn chỉ là thằng tù. Trường Vạn tức giận bèn dùng bàn cờ đánh Tống Mẫn công vỡ đầu mà chết.
Các Đại phu nước Tống là Cừu Mục và Thái tể Hoa Đốc cũng bị Trường Vạn giết. Trường Vạn lập công tử Du lên ngôi vua, tức Tống Tử Du. Không lâu sau, công tử Ngự Thuyết đem quân chiếm Thương Khâu, Nam Cung Trường Vạn trốn sang nước Trần, bị người nước Trần đem về Tống giết chết.